# Argyractis serapionalis
Argyractis serapionalis là một loài bướm đêm trong họ Crambidae.